# Garage
För andra betydelser, se Garage (olika betydelser).

Garageport

Ett garage är en byggnad eller hall avsedd för parkering av fordon, vanligtvis personbilar. Garage kan vara privata och finnas i anslutning till bostäder eller arbetsplatser. De kan också vara allmänna och avsedda för tillfällig parkering mot avgift. Dessutom kan de vara avsedda för reparation och service, samt för förvaring av verktyg och biltillbehör. Garage till villor har ofta en dörr som leder in i huset.

## Historia
Kring 1900 avsågs med garage ett förvaringsställe med reparationsverkstad för bilar. I Stockholm i Sverige inrättades 1907 det första garaget av denna sort.